# Wschodnie Żelazne Wrota
Wschodnie Żelazne Wrota (słow. Východná Železná brána, niem. Östliches Eisernes Tor, węg. Keleti-Vaskapu-hágó) – jedna z dwu przełęczy nazywanych Żelaznymi Wrotami, znajdujących się w głównej grani Tatr Wysokich w słowackich Tatrach. Położone na wysokości 2261 m n.p.m. Wschodnie Żelazne Wrota znajdują się w tej grani pomiędzy Wschodnim Żelaznym Szczytem (2337 m) a Hrubą Śnieżną Kopą (2320 m). Według innych pomiarów przełęcz znajduje się na wysokości około 2255 m.

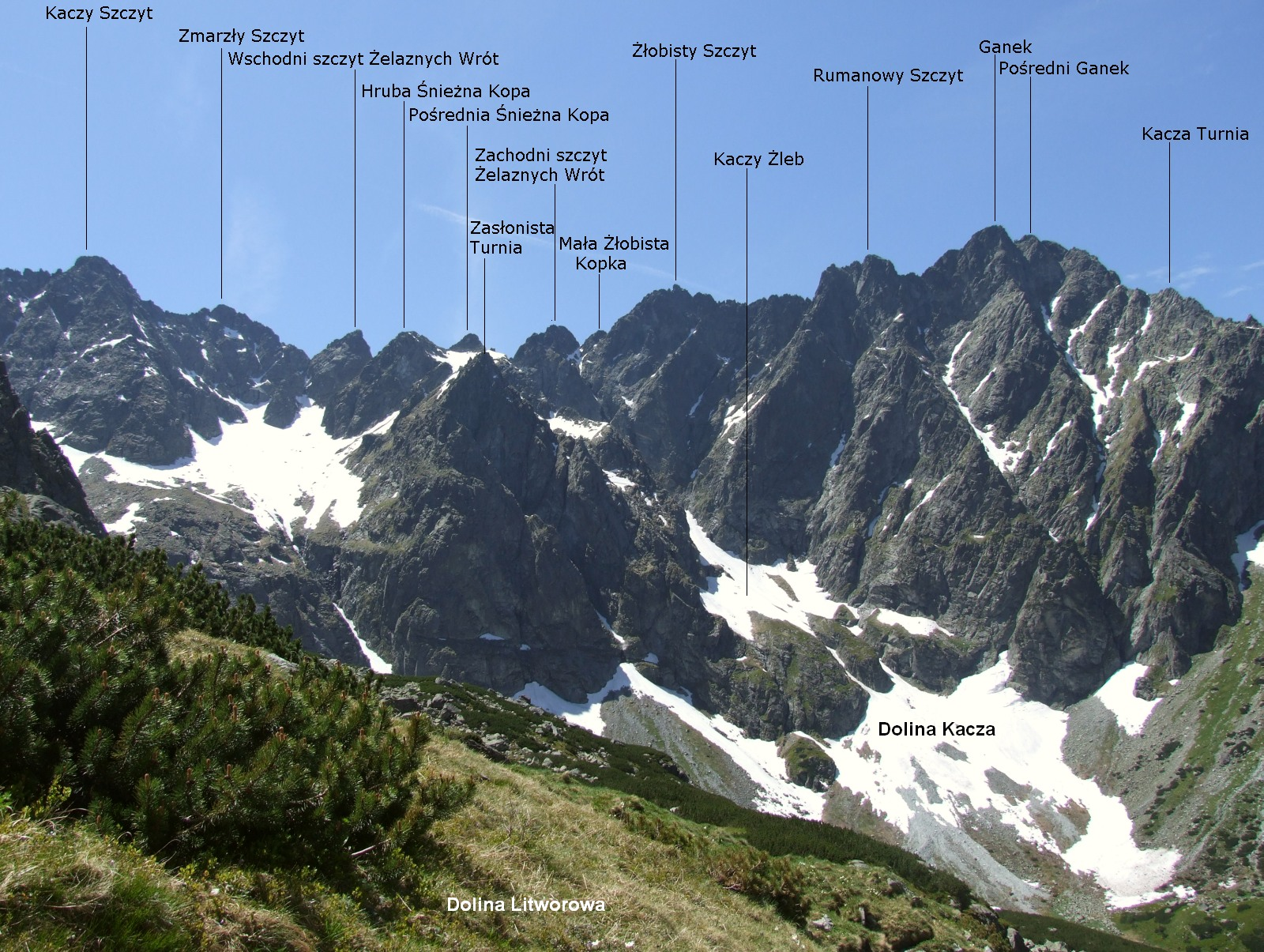
Widok na Żelazne Wrota z Doliny Litworowej

Jest to wąska i głęboko wcięta przełęcz w głównej grani Tatr. Po jej południowej stronie znajduje się Żelazna Kotlina, po północnej Kaczy Bańdzioch. Z obydwu stron wejście na przełęcz jest łatwe
Nazwa Żelazne Wrota pochodzi od tego, że od strony Doliny Złomisk przełęcz przypomina swoim wyglądem wyłamane wrota, zaś wznosząca się nad nią płytowa ściana Wschodniego Szczytu Żelaznych Wrót podobna jest do baszty.

## Turystyka i taternictwo
Przełęcz Wschodnie Żelazne Wrota jest używana jako najdogodniejsze przejście pomiędzy Doliną Mięguszowiecką i Doliną Białej Wody; jest to też jedna z ważniejszych przełęczy w głównej grani Tatr. Na pewno przeszedł ją 3 września 1874 r. Mór Déchy z przewodnikami: Jánem Rumanem Driečnym i Martinem Spitzkopfem, jednak być może już wcześniej z drogi tej korzystali strzelcy podhalańscy i jurgowscy. Od 1880 r. przejście to było często używane przez taterników, stało się też sławne jako droga wyczynowa, dostępna dla doświadczonych turystów, i tylko przy dobrych warunkach pogodowych. Chodził tędy Tytus Chałubiński z liczną towarzyszącą mu grupą górali i towarzyszy (w 1876 towarzyszyło mu 30, w 1877 – 40 osób). Wycieczki te opisał później w opowiadaniu Sześć dni w Tatrach. Motyw Żelaznych Wrót często wykorzystywał w swojej twórczości Kazimierz Tetmajer (np. w utworach Orlice, Żelazne Wrota).
Zimą jako pierwsi na przełęczy byli Alfred Martin, Johann Breuer i Johann Franz senior 30 marca 1907 r.
Obecnie przejście to jest turystycznie niedostępne, nie prowadzi przez niego żaden znakowany szlak turystyczny; można jednak przejść tędy z uprawnionym przewodnikiem. Łatwiejsze jest podejście od południowej strony (punktem wyjścia jest schronisko nad Popradzkim Stawem); podejście od Doliny Kaczej jest dużo trudniejsze (najbardziej kłopotliwe miejsce stanowią Gerlachowskie Spady), ale również możliwe z uprawnionym przewodnikiem. Chociaż widoki z przełęczy są ograniczone, uznaje się je za bardzo interesujące; opisał je Tytus Chałubiński w szkicu Wycieczka bez programu. Obecnie przejście to znacznie straciło na znaczeniu, chodzą nim głównie taternicy wracający ze wspinaczki na Żłobistym lub Rumanowym.